# Église Saint-Martin-de-Noizé d'Oiron
L'église Saint-Martin-de-Noizé est une église catholique datant des Xe et XIe siècles située à Oiron, en France.

## Localisation
L'église est située dans le département français des Deux-Sèvres, sur la commune d'Oiron, et plus précisément sur la commune associée de Noizé. Attenante à un petit cimetière, elle est isolée en pleins champs, à environ 500 mètres au sud-est du village de Noizé.

## Historique
À en croire la légende, son isolement serait dû à une terrible et meurtrière épidémie de peste noire à la suite de laquelle toutes les maisons du bourg auraient été incendiées par mesure de salubrité. L'édifice est classé au titre des monuments historiques en 1976.
Proche de l'ancienne voie romaine qui allait de Poitiers à Nantes, Saint-Martin-les-Baillargeaux était une « église-étape » dans laquelle les pèlerins empruntant le chemin de Saint-Hilaire s'arrêtaient pour dormir.

## Architecture
Le clocher de l'antique sanctuaire du Xe siècle est carré et ajouré. Il est surmonté d'un cône de pierre lisse en forme de pomme de pin. La nef est séparée du chœur par un mur à arcades. À droite en bas de l'arcade centrale, on peut voir un bas-relief. 

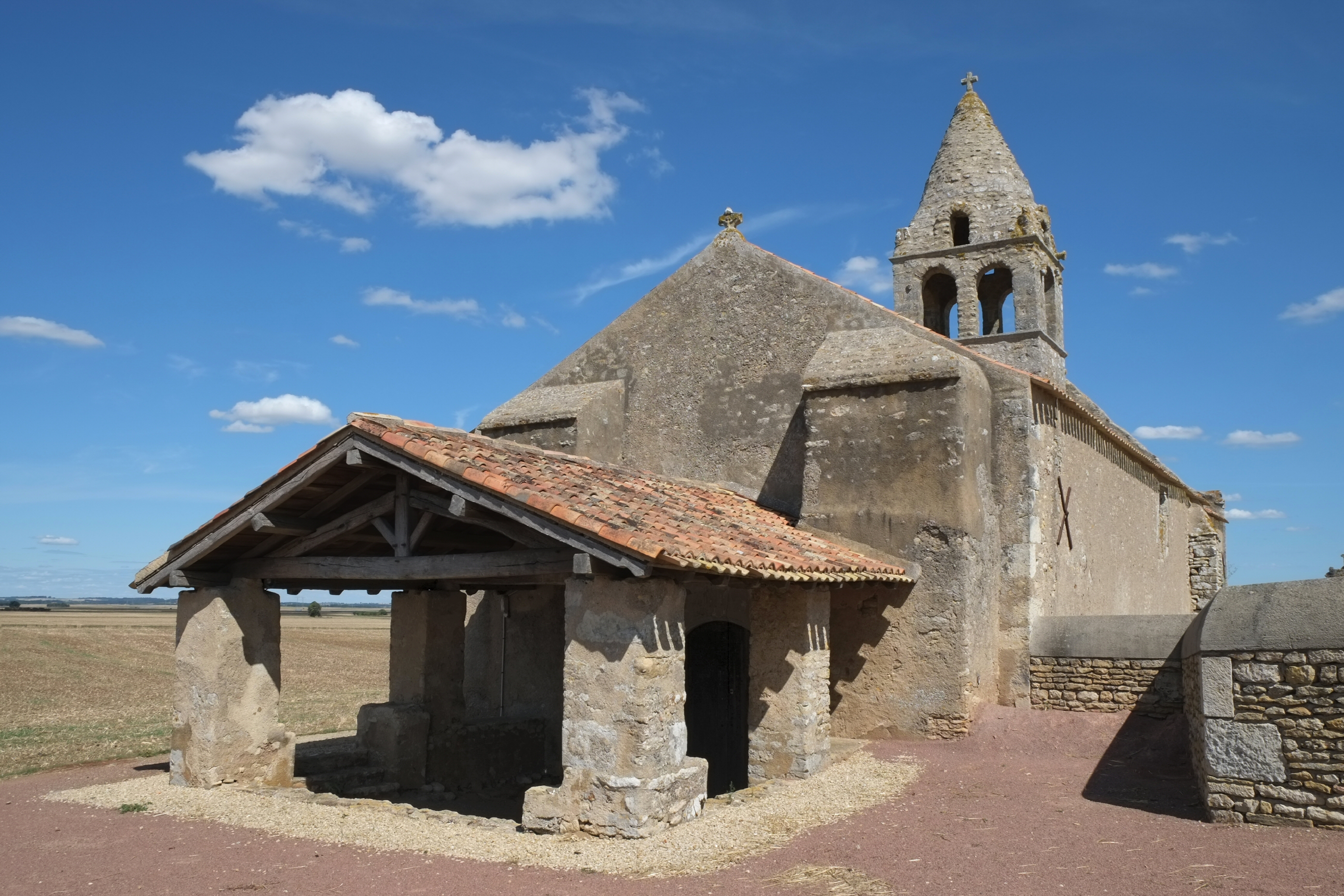
L'église Saint-Martin-les-Baillargeaux de Noizé.
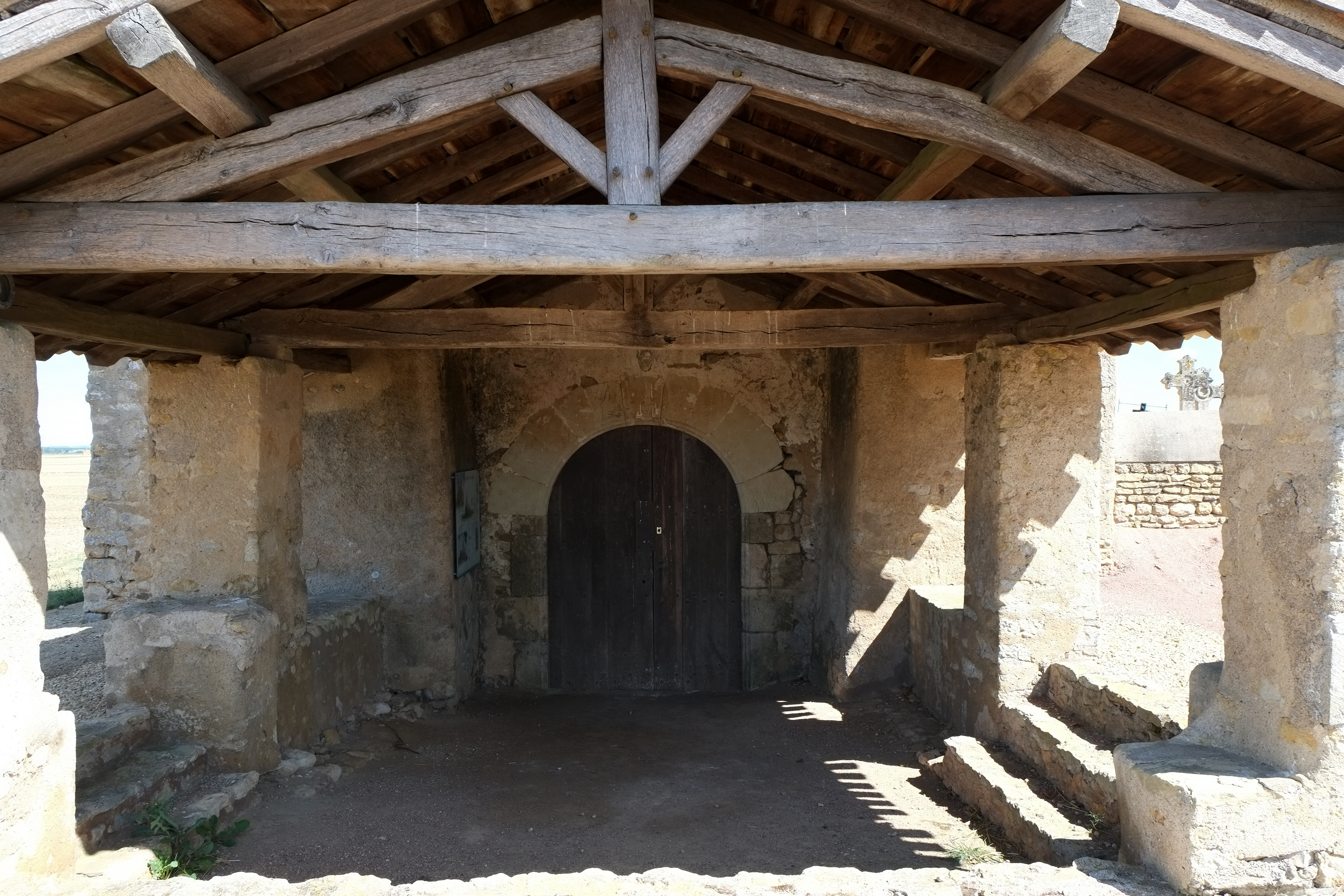
Le porche.
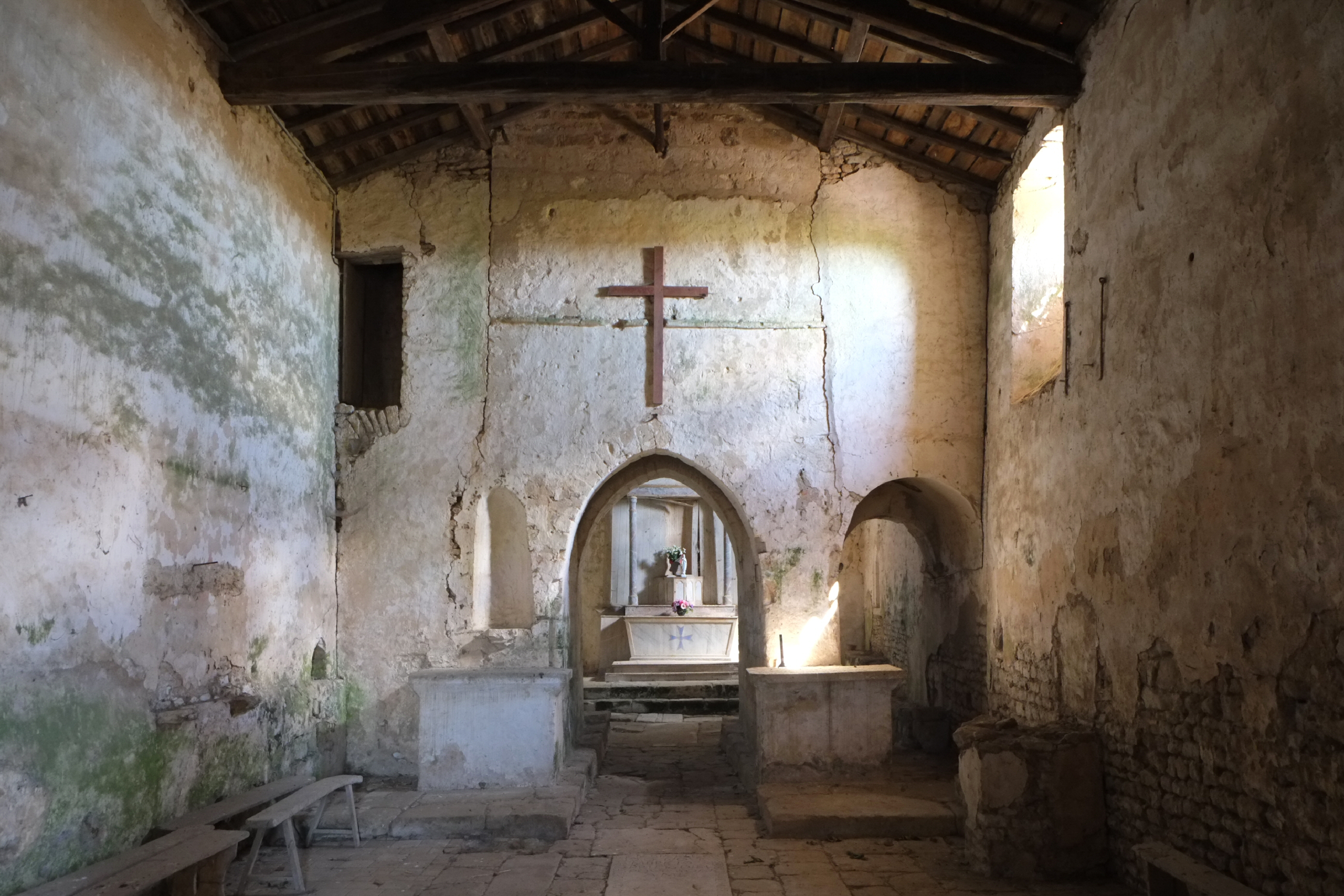
La nef et le mur à arcades.
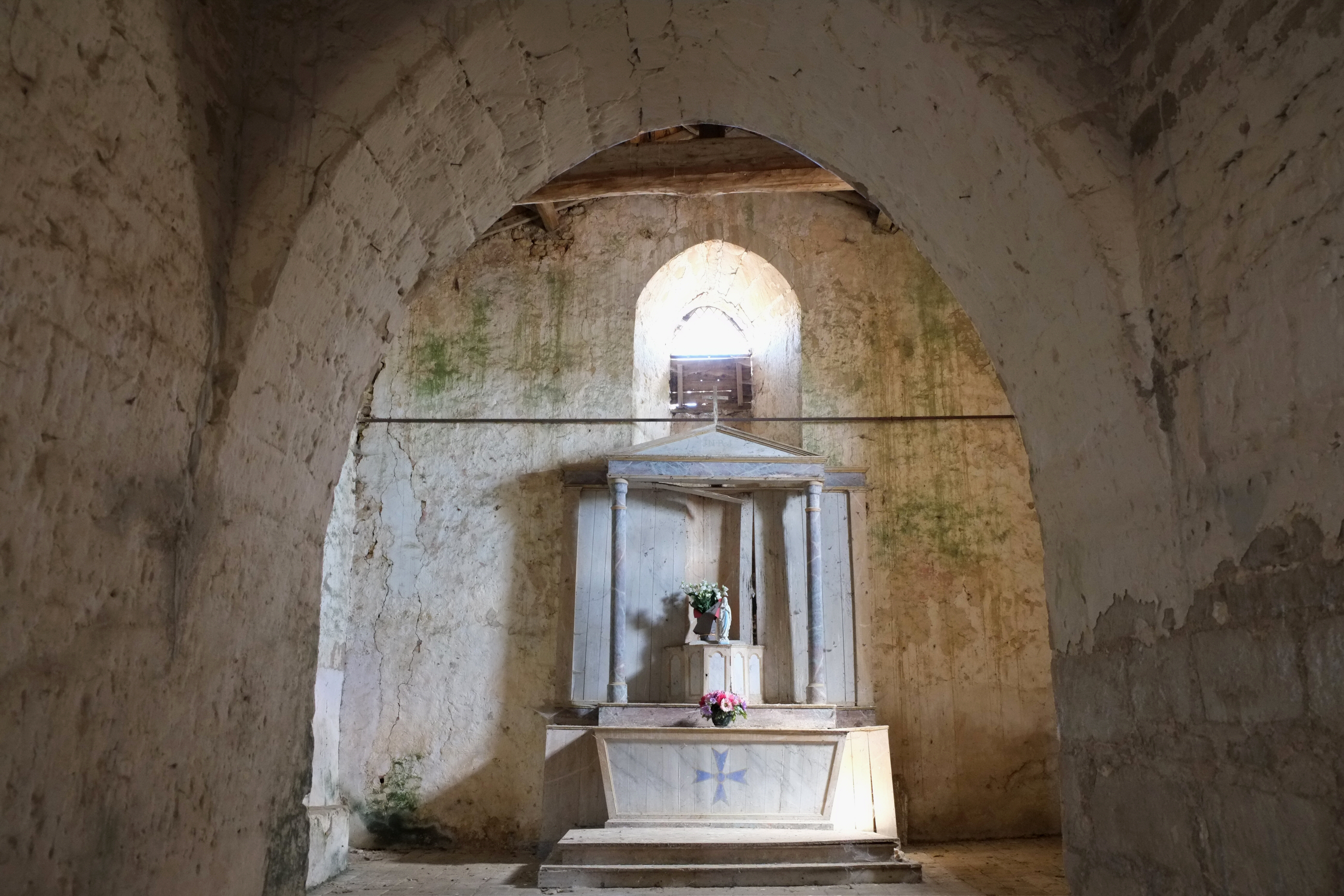
Le chœur.